# John James Audubon
John James Audubon, nato Jean-Jacques Rabin (Les Cayes, 26 aprile 1785 – New York, 27 gennaio 1851), è stato un ornitologo, illustratore e pittore statunitense di origine francese, famoso soprattutto per avere realizzato 435 illustrazioni di uccelli americani pubblicate in The Birds of America, surclassando il lavoro di Alexander Wilson.

## Biografia
Nato nella colonia francese di Santo Domingo (ora Haiti), suo padre era proprietario di una piantagione di canna da zucchero. Figlio illegittimo probabilmente dell'ufficiale di marina francese creolo Jean Audubon (ammiraglio e amico di La Fayette e George Washington), e di Jeanne Rabin, una schiava afrocaraibica originaria del Congo, cameriera, fu battezzato con il nome di Jean-Jacques Rabin. Una biografia del 1887 lo indica invece come figlio di Audubon e di una signora benestante della Louisiana. Aveva diversi fratellastri e sorellastre nati da relazioni del padre con schiave e altre donne.
La madre ufficiale morì pochi mesi dopo la sua nascita a causa di una malattia tropicale della quale soffriva sin dal suo arrivo nell'isola. Audubon in seguito lo riconobbe, adottandolo come un orfano e lo prese con sé. La famiglia tornò poi in Europa. Visse in Francia con la matrigna (la moglie legittima del padre) tra il 1791 e il 1803, durante la rivoluzione francese e il Consolato; studiò a Parigi, presso l'atelier di Jacques-Louis David di cui fu allievo, prima di emigrare negli Stati Uniti con un falso passaporto su una nave di Quaccheri, per sfuggire alla coscrizione nell'esercito di Napoleone.
Rinunciando alla cittadinanza francese, prese la nazionalità statunitense e si dedicò poi tutta la vita a studi di ornitologia, pittura e illustrazioni di uccelli. Fu uno dei più importanti naturalisti della sua epoca.
Una teoria complottista del secolo successivo lo identificò addirittura con Luigi XVII di Francia, il figlio di Luigi XVI e Maria Antonietta deceduto nel 1795, basandosi su controversi documenti: durante una visita in Francia nel 1828, Audubon scrisse una lettera sibillina a sua moglie. In essa scriveva che "paziente, silenzioso, schivo, e tuttavia forte di fisico e di mente, vestito da uomo comune, cammino per le strade! Mi inchino! Chiedo il permesso di fare questo o quello! Io... che dovrei comandare "tutto!". Tuttavia Audubon non avanzò mai la pretesa di essere il Delfino Luigi Carlo sopravvissuto, cosa affermata da molti altri falsi pretendenti al tempo.

## Opere
- The Birds of America (Edinburgh and London, 1827-1838); venduta a Londra una copia a dicembre 2010 per 7,3 milioni di sterline
- Ornithological Biographies (Edinburgh, 1831-1839)
- Viviparous Quadrupeds of North America (New York, 1845-1848)

## Curiosità
Audubon, e in particolare il libro The Birds of America, sono stati presi come spunto da Douglas Preston e Lincoln Child per la trama del thriller intitolato L'isola della follia.
| Audubon o Audub. è l'abbreviazione standard utilizzata per le specie animali descritte da John James Audubon. Categoria:Taxa classificati da John James Audubon |